# Bandeira de São José dos Campos
A Bandeira de São José dos Campos, escolhida através de concurso promovido pela municipalidade, é de autoria de João Vitor Guzzo Strauss, estudante da escola estadual João Cursino e foi instituída pela lei municipal nº 655 de 2 de fevereiro de 1960.

## Vexilologia
É descrita da seguinte forma:
- Pavilhão formado por treze listras alternadas nas cores blau (azul) e prata (representada graficamente pelo branco).

- No centro a figura de uma roda dentada em ouro simbolizando a riqueza sempre ascendente do Município. Os treze dentes da engrenagem fazem referência ao entrosamento entre o Estado e o Município.

- No interior da roda dentada de forma concêntrica um círculo azul que faz referência a Bandeira Nacional. Este círculo é transpassado por uma faixa sinuosa em prata que representa o Rio Paraíba do Sul e nele também se encontram três estrelas em prata que representam a cidade e seus dois distritos: Eugênio de Melo e São Francisco Xavier.